# لورا بيلي
لورا بيلي (بالإيطالية: Laura Belli)‏ هي مغنية وكاتبة سيناريو ومخرجة وممثلة إيطالية، ولدت في 11 نوفمبر 1947 في نابولي في إيطاليا.

## وصلات خارجية
- لورا بيلي على موقع IMDb (الإنجليزية)
- لورا بيلي على موقع ألو سيني (الفرنسية)
- لورا بيلي على موقع أول موفي (الإنجليزية)
- لورا بيلي على موقع ديسكوغز (الإنجليزية)
- لورا بيلي على موقع قاعدة بيانات الفيلم (الإنجليزية)
- لورا بيلي على موقع كينوبويسك (الروسية)